# Romulea aquatica
Romulea aquatica är en irisväxtart som beskrevs av Gwendoline Joyce Lewis. Romulea aquatica ingår i släktet Romulea och familjen irisväxter. IUCN kategoriserar arten globalt som starkt hotad. Inga underarter finns listade i Catalogue of Life.